# Johann Rudolph Glauber
Johann Rudolf Glauber (Karlstadt am Main, 10 de març de 1604 - Amsterdam, 10 de març de 1668 o 1670) fou un químic i farmacòleg alemany conegut per haver descobert algunes propietats medicinals en els minerals així com pel desenvolupament del sulfat de sodi i la sal de Glauber.

## Biografia
Johann Rudolph Glauber va néixer l'any 1604 a la ciutat alemanya de Karlstadt (Francònia), fill d'un barber humil. Ja des de petit mostrà una gran intel·ligència i un gran interès per la naturalesa i la ciència. A la seva ciutat natal visità sovint l'escola de grau per aprendre-hi llatí, i aviat inicià el seu aprenentatge de l'ofici de farmacèutic. No arribà a tenir una educació universitària, ja que com ell mateix die en els seus escrits:
Ich gestehe gern /dass ich niemahlen auf Hohen Schulen gewesen /auch niemahlen begert... Reuet mich also gantz nicht /dass ich von Jugentt auff die Hand in die Kohlen gestecket /und dardurch verborgen Heimblichkeiten der Natur erfahren ... 
M'agradaria confessar /que mai no he anat a l'escola superior /i mai no ha sigut la meva ambició anar-hi... i no me'n penedeixo /que jo de jove posava la mà al carbó /i em semblava trobar els secrets ocults de la natura... 
Glauber es prepara des de molt curta edat en el que serà en un futur el seu ofici d'"apotecari" i constructor de miralls. Viu i treballa durant els primers anys de la seva carrera en diverses ciutats d'Europa, primer visita Viena (1625), després Salzburg, treballa a Gießen, a Wertheim (1649-1651), Kitzingen (1651), Basilea, París, Frankfurt, Colònia i finalment a Amsterdam (en els períodes que inclouen des de 1640 fins a 1644, i 1646-1649, fixant residencia finalment a partir de 1656). El 1644 Glauber aconsegueix el càrrec de director de l'apotecaria reial de Gießen. Glauber se separa de la seva primera dona, al·legant infidelitat. Es casa l'any 1641 amb Helena Cornelius, amb la qual tindrà vuit fills. L'any 1656 s'estableix definitivament a la ciutat d'Amsterdam exercint-hi la professió d'"apotecari".
L'any 1660 cau seriosament malalt, segurament per la contínua exposició a metalls pesants relacionats amb la seva feina com el mercuri que utilitzava per als miralls i l'arsènic i antimoni que usava en medicines|medecines. No arriba a recuperar-se i deixa la seva salut molt feble per treballar. Des de 1666 Glauber restava al llit. A poc a poc no pot mantenir ni tan sols la farmàcia i així l'any 1668 ven el laboratori i part de la seva biblioteca per poder mantenir la seva família.
El16 de març de 1670 mor a Amsterdam.
Al Westerkerk d'Amsterdam, últim lloc on va residir existeix avui en dia un monument urbà que descriu tota la seva vida i obres.

## Obres
Glauber es va concentrar des dels seus inicis en les sals àcides i va millorar l'elaboració i la concentració de l'àcid nítric. Així mateix, va aconseguir unes concentracions més pures d'àcid sulfúric (Oleum). Va descobrir el sulfat de sodi (conegut com a sal de Glauber) cap a l'any 1655. Va ser capaç de realitzar una recepta per al clorur de sodi altament refinat. Glauber va descobrir i va donar nom a la sal que porta el seu nom, així com a la Sal mirabilis i,Mirabili. També va desenvolupar les receptes del blau ultramarí i del sulfit de sodi i va fer possible la deshidratació del sulfat de sodi. Glauber va fer possible el desenvolupament de diferents clorurs metàl·lics (com per exemple el triclorur d'antimoni, tetraclorur de zinc, clorur de zinc i triclorur d'arsènic).
Glauber va tenir una gran activitat a la producció de llibres relatius al tema de la química de les sals (va elaborar unes 40 obres sobre aquest tema) així com la descripció de receptes de productes químics i farmacèutics, arribant a assolir una reputació alta en aquesta àrea. Glauber va desenvolupar millores en importants processos de destil·lació. Pot dir-se que Glauber és el primer "Químic industrial" essent sens dubte el primer químic conegut a la història que va poder viure amb el simple furt del seu coneixement de química.

## Escrits i Obres (Selecció)
- Dess Teutschlands Wohlfahrt, 6 Tle. 1656-1661
- Operis mineralis Oder Vieler künstlichen und nutzlichen metallischen Arbeiten Beschreibung 1651-1652
- Opera omnia, 7 Tle. 1669
- De Auri Tinctura sive Auro Potabili Vero: Was solche sey/ vnnd wie dieselbe von einem falschen vnd Sophistischen Auro Potabili zu vnterscheiden vnd zu erkennen ... wozu solche in Medicina könne gebraucht werden. Beschrieben vnd an Tag gegeben Durch Joh. Rud. Glauberum 1646
- Furni Novi Philosophici Oder Beschreibung einer New-erfundenen Distilir-Kunst: Auch was für Spiritus, Olea, Flores, und andere dergleichen Vegetabilische/ Animalische/ und Mineralische Medicamenten/ damit ... können zugericht und bereytet werden, 2 Tle. 1646-1647
- Miraculum Mundi, oder Außführliche Beschreibung der wunderbaren Natur/ Art/ vnd Eigenschafft/ deß Großmächtigen Subiecti: Von den Alten Menstruum Vniversale oder Mercurius Philosophorum genandt .. - an Tag geben/ vnd jetzo auff das newe corrigiret vnd verbesert Durch Iohann Rudolph Glaubern, 7 Tle. 1653-1658
- Johann Rudolf Glauberi Apologia oder Verthaidigung gegen Christoff Farners Lügen und Ehrabschneidung, 2 Tle. 1655
- Zweyte Apologia, oder Ehrenrettung gegen Christoff Farnern, Speyerischen Thom-Stiffts Schaffnern zu Löchgaw, unmenschliche Lügen und Ehrabschneidung 1656
- Tractatus De Medicina Universali, Sive Auro Potabili Vero. Oder Außführliche Beschreibung einer wahren Universal Medicin : wie auch deroselben Wunderbahrlichen grossen Krafft und Wirckung .. - Der jetzigen blinden Welt ... wolmeinend beschrieben und an Tag gegeben Durch Johan. Rudolph. Glauber, 2 Tle. 1657
- Tractatus de natura salium, 2 Tle. 1658-1659
- Tractatus de signatura salium, metallorum